# Gorazdowo (województwo wielkopolskie)
Gorazdowo – wieś w Polsce położona w województwie wielkopolskim, w powiecie wrzesińskim, w gminie Kołaczkowo.
W latach 1975–1998 miejscowość administracyjnie należała do województwa poznańskiego. Właścicielem od 1904 do 1941 był Józef Żychliński (1872-1941, jeden z najbogatszych ziemian województwa poznańskiego, działacz gospodarczy, finansista) i jego żona Zofia Żychlińska. W miejscowości znajduje się zabytkowy dwór.